# LG G 워치
LG G 워치(LG G Watch)는 LG전자에서 제조/판매하는 안드로이드 웨어 스마트워치이다.
2014년 3월 19일 구글의 안드로이드 웨어를 공개하는 자리에서 모토로라 모토 360와 함께 운영체제를 사용하는 첫번째 기계로 소개되었으며, 2014년 7월 8일 공식적으로 출시되었다.

## 색상
- 블랙 타이탄 또는 화이트 골드 - 22mm 규격의 교체가능 시계줄
  - 시계 색과 동일한 시계줄 제공

## 논란
- 2014년 8월 3일, 제품 사용 중 충전핀이 변색되는 문제가 발생하여 업데이트를 통해 수정하였다.[2]

## 같이 보기
- 모토로라 모토 360
- 삼성 기어 라이브